# 棒金
| 9  | 8  | 7  | 6  | 5  | 4  | 3  | 2  | 1  |    |
| 香 | 桂 | 銀 | 金 | 王 | 金 | 銀 | 桂 | 香 | 一 |
|    |    |    |    |    |    | 飛 | 角 |    | 二 |
| 歩 | 歩 | 歩 | 歩 | 歩 |    |    | 歩 | 歩 | 三 |
|    |    |    |    |    | 歩 |    |    |    | 四 |
|    |    |    |    |    |    | 歩 |    |    | 五 |
|    |    | 歩 |    |    |    |    | 歩 |    | 六 |
| 歩 | 歩 |    | 歩 | 歩 | 歩 | 歩 | 金 | 歩 | 七 |
|    | 角 |    |    |    | 銀 |    | 飛 |    | 八 |
| 香 | 桂 | 銀 | 金 | 玉 |    |    | 桂 | 香 | 九 |

棒金（ぼうきん、英: Climbing Gold）は将棋の戦法の一つ。石田流に対する居飛車側の戦法。後手が石田流なら▲3八金〜▲2七金〜▲2六金と金を前線に進めていく。普通の居飛車対振り飛車の他に、対ひねり飛車でも用いられる。

## 解説
| 9  | 8  | 7  | 6  | 5  | 4  | 3  | 2  | 1  |    |
| 香 | 桂 |    |    |    | 金 |    | 桂 | 香 | 一 |
|    |    | 飛 |    |    | 銀 | 王 | 角 |    | 二 |
|    |    |    | 銀 | 歩 | 歩 |    | 歩 |    | 三 |
|    | 金 |    | 歩 |    |    | 歩 |    | 歩 | 四 |
| 歩 | 歩 | 歩 |    |    |    |    |    |    | 五 |
| 歩 |    | 飛 | 歩 |    |    |    |    | 歩 | 六 |
| 角 | 歩 | 桂 | 銀 | 歩 | 歩 | 歩 | 歩 |    | 七 |
|    |    |    |    | 金 |    | 銀 | 玉 |    | 八 |
| 香 |    |    |    |    | 金 |    | 桂 | 香 | 九 |

金は守りに使う駒という概念が強く、あまり前線に出ないのが常識であるが、この「棒金」の他には三間飛車に対するきmきm金、ひねり飛車に対するたこ金、ツノ銀中飛車に対して5筋から金を繰り出す4六金戦法などでも、攻めに金が使われる。また阪田流向かい飛車など、振り飛車側が逆に棒金での飛車先逆襲を狙うものがある。
金を前線に出す戦法は、相手の捌きを封じてしまう狙いがある。石田流は攻撃的な構えのため、どうしても飛車が前に出ていて、退路の3三（後手の場合）が塞がれていることが多い。そのため飛車の逃げ道があまりなく、対処の仕方に困る。それならば棒銀でも構わないと思うかもしれないが、金の横に動けるという利点が利いてくる。
戦法の趣旨は、金の威力で振り飛車側の飛車、角を押さえ込む狙いである。そして後手番での採用が可能。図は先手石田流対後手棒金の形で、これはすでに棒金側が成功している形である。ここでは△9五歩と端を突くのが急所。▲同歩に△同香は▲9六歩と飛車の横利きを生かされてしまうが、▲9五同歩には△9六歩と打つ手がある。これで先手は崩れ形。▲9六同飛は△9五香の田楽刺しがあるし、▲7九角と逃げても△7五金▲9六飛に△7六歩で先手陣は支えきれない。
金を前線に出すのは他の戦法にも有効ではないか、また、なぜ一般化しないのかという疑問も出てくるが、リスクの問題がある。失敗すれば相手に金が渡るだけではなく、終盤に自分の囲いも金が1枚ない状況に陥る。また、金と銀の初期配置から、右銀を囲いに用いるには手数が多くかかるため、右銀の活用法が難しく、ひどい場合にはばらばらの配置で終盤を迎えてしまうこともある。さらに金は斜め後ろには動けず、堅実ではあるが柔軟性が乏しく、銀はその逆と言える。そのため、臨機応変にしなければならない前線へ金を出すのは躊躇する。その点、石田流には飛車の退路が無く、速攻を常とする戦法に堅実な金が出てくるのは防ぎようも無く、また攻めようも無いので有効である。ただし21世紀以降は、▲7七桂を保留する石田流の登場や、△8三金のときに▲8五桂と飛ぶことができ、その際に8八の角に銀のひもが付いている▲7七桂-8八角-7九銀型の登場で、居飛車側の金の圧力をかわすことができるなど、石田流側も棒金攻撃を緩和する工夫がみられる。